# Tadeusz Łomnicki
Tadeusz Łomnicki né le 18 juillet 1927 à Podhajce et mort le 22 février 1992 à Poznań est un acteur de cinéma, de théâtre, et réalisateur polonais. Il est le frère du cinéaste Jan Łomnicki,.

## Biographie
Fils d'un employé de la poste et d'une institutrice, Lomnicki naît à Podhajce. Diplômé de l'école de commerce de Dębica en 1942, il s'installe à Cracovie et commence une carrière aux chemins de fer. Il apprend également à jouer du violon. Au cours de la Seconde Guerre mondiale Lomnicki rejoint les Szare Szeregi, puis le mouvement d'Armia Krajowa. Après la libération de Cracovie en 1944, il sert dans la milice, mais moins d'un an plus tard, quitte ses rangs afin d'entamer une formation artistique. En 1946, il est diplômé du studio d'art dramatique du Vieux Théâtre de Cracovie et devient acteur du théâtre municipal de Katowice. De retour à Cracovie en 1947-1949, il travaille au Théâtre Juliusz-Słowacki et au Vieux théâtre, où il fait ses débuts en tant que dramaturge avec Noé et sa ménagerie (Noe i jego menażeria).
Installé à Varsovie depuis 1949, Lomnicki fait partie de la troupe du Théâtre contemporain alors dirigé par Erwin Axer. Il le quitte en 1952, pour le Théâtre National. Parallèlement il fait les études à l'Académie de théâtre Alexandre Zelwerowicz dont il sort diplômé en 1965. En 1957, il retrouve le Théâtre contemporain où il restera jusqu'en 1974. On l'y remarque entre autres dans La Résistible Ascension d'Arturo Ui en 1962. De 1969 à 1981, il est recteur de l'Académie de théâtre de Varsovie. En 1976, il fonde le Théâtre na Woli qu'il dirige jusqu'en 1981. Sur scène de ce théâtre on le voit dans El sueño de la razón d'Antonio Buero Vallejo, dans Fantazy de Juliusz Słowacki, dans Amadeus de Peter Shaffer.
Tadeusz Lomnicki a également joué un certain nombre de rôles au cinéma comme Une fille a parlé, Les Innocents charmeurs et L'Homme de marbre d'Andrzej Wajda, Eroica d'Andrzej Munk, Le Contrat d'Krzysztof Zanussi, Le Hasard de Krzysztof Kieslowski et Pan Wołodyjowski et Plus fort que la tempête de Jerzy Hoffman. Il a également écrit des poèmes, des nouvelles, des essais et des mémoires (Spotkania teatralne, 1984).
Il meurt d'un infarctus du myocarde lors d'une répétition du Roi Lear au Nouveau théâtre de Poznań. Il est enterré au cimetière militaire de Powazki.

## Filmographie
dont
- 1954 : Les Cinq de la rue Barska : Lutek Kozłowski
- 1955 : Une fille a parlé : Stach Mazur
- 1958 : Eroica : lieutenant Zawistowski
- 1960 : Les Innocents charmeurs : Bazyli
- 1964 : Le Premier Jour de la liberté : lieutenant Jan
- 1966 : La Barrière : docteur
- 1967 : Haut les mains
- 1969 : Colonel Wolodyjowski : Michał Wołodyjowski
- 1971 : Pan Dodek
- 1974 : Plus fort que la tempête : Michał Wołodyjowski
- 1977 : L'Homme de marbre : Jerzy Burski
- 1980 : Le Contrat : Stach Mazur
- 1981 : Wizja lokalna 1901 : le maire Mossenbach
- 1981 : Le Hasard : Werner (Version 1)
- 1986 : Chronique des événements amoureux : pasteur Baum
- 1988 : Les Possédés : le capitaine
- 1991 : Ferdydurke : l'oncle
- 1991 : Napoléon et l'Europe : Mikhaïl Koutouzov

## Théâtre
En 1976, il crée le Teatr na Woli à Varsovie, et en devient le premier directeur.
Entre 1970 et 1981, il est le recteur de l'Académie de théâtre Alexandre Zelwerowicz à Varsovie.

## Récompenses et distinctions
- Meilleur acteur en 1969 au Festival international du film de Moscou pour son rôle dans Pan Wołodyjowski
- Croix d'or du mérite polonais (Złoty Krzyż Zasługi) en 1995.
- Lauréat du Prix Tadeusz Boy-Żeleński en 1963.
- Tadeusz Łomnicki a son étoile sur l'Allée des Célébrités de Łódź.